# Nájera

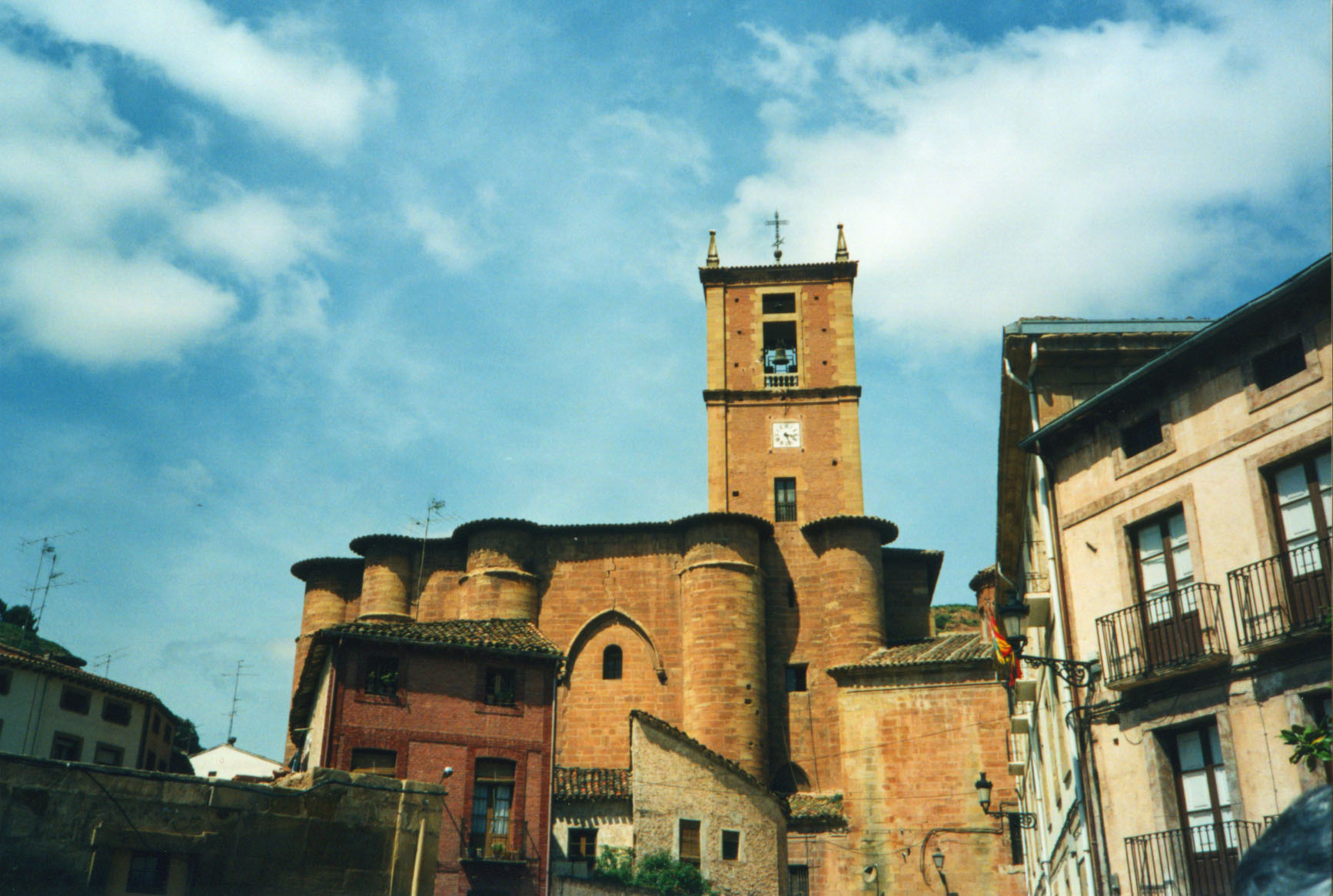

Nájera este un municipiu în sudul La Rioja, în Spania. Are o populație de 8 073 locuitori și suprafață de 37,44 km².